# Jardins secrets
Jardins secrets (Gooische Vrouwen) est un feuilleton télévisé néerlandais en 42 épisodes de 45 minutes, créé par Linda de Mol et diffusé du 30 octobre 2005 au 3 novembre 2006 sur Talpa pour les deux premières saisons, puis du 16 septembre 2007 au 23 octobre 2009 sur RTL4.
En France, le feuilleton a été diffusé à partir du 5 décembre 2006 sur Fox Life et rediffusée à partir du 31 mars 2008 sur TF1 et dès le 5 janvier 2013 sur HD1 ; en Suisse à partir du 26 avril 2007 sur TSR1, en Belgique sur RTL-TVI et Plug RTL et au Québec à partir du 3 septembre 2008 sur Séries+.

## Synopsis
Dans le Gooi, une région huppée près d'Amsterdam, trois voisines et amies observent d'un œil curieux l'arrivée peu discrète de Cheryl et Martin Morero, un couple de « nouveaux riches », dans leur quartier…

## Distribution
- Linda de Mol (VF : Odile Cohen) : Cheryl Morero
- Susan Visser (VF : Dominique Westberg) : Anouk Verschuur
- Tjitske Reidinga (VF : Sylvia Berger) : Claire van Kampen
- Annet Malherbe (VF : Carole Franck) : Willemijn Lodewijkx-Verbrugge (2005-2007)
- Beppie Melissen (VF : Frédérique Cantrel) : Greet Hogenbrink (2006-2007)
- Maartje Remmers : Daphne (2006)
- Lies Visschedijk : Roelien Grootheze (2008-2009)
- Peter Paul Muller (VF : Gabriel Le Doze) : Martin Morero
- Derek de Lint (VF : Yves Fabrice) : Dr Rossi
- Leopold Witte (VF : Philippe Vincent) : Evert Lodewijkx
- Daniël Boissevain (VF : Laurent Natrella) : Tom Blaauw
- Cystine Carreon (nl) (VF : Jade N'Guyen) : Tippi Wan
- Reinout Scholten van Aschat (VF : François Bérard) : Roderick Lodewijkx
- Priscilla Knetemann (VF : Charlotte Cumer) : Louise Lodewijkx
- Dorus Witte (VF : Clara Cumer) : Annabel Lodewijkx
- Mea de Jong (VF : Célia Rosich) : Merel van Kampen
- Lisa Bouwman (VF : Colette Natrella-Wurmser) : Vlinder Blaauw
- Gijs Scholten van Aschat (VF : Jean-Claude Bourbault) : Ernst Scheepmaker-van Altena (2006-2008)
- Beppie Melissen : Cor Hogenbrink (2008-2009)
- Alex Klaasen : Yari (2008-2009)
- Angélique de Bruijne : Danielle (2008)
- Dirk Zeelenberg
- Yannick de Waal : Emiel (2009)

 Source et légende : version française (VF) sur RS Doublage

## Épisodes

### Première saison (2005)
1. Les Nouveaux Voisins (Het feest)
2. Pousse au crime (De een zijn dood)
3. Sexe, mensonges et clichés compromettants (Seks, leugens en clichés)
4. Le Jeu du chat et de la souris (Een kat en muis spel)
5. Question d'ego (Vragen)
6. Magie noire (Zwarte magie)
7. Orages et désespoirs (Mannen)
8. Pères et impairs (Baby Love)

### Deuxième saison (2006)
1. Reviens moi (Kom ik terug)
2. Mère exemplaire (De voorbeeldige moeder)
3. L'argent fait le bonheur des autres (Het plan)
4. L'Heure du fisc (De fiscus)
5. Claire obscure (Reality)
6. La Crise de la quarantaine (Veertig)
7. Ne plus souffrir seule (Een nieuwe vriend)
8. Un bébé pour Noël (Een baby voor Kerstmis)

### Troisième saison (2007)
1. La Fin de la dolce vita (Health & Body)
2. Au nom du père (De Doop)
3. La Vente de charité (Charity)
4. Quand Villemine déguste (Wijnproeven)
5. Délices Ibériques (De Franse zanger)
6. Coups de griffes (De Gooische Vrouw)
7. Rencontres d'ici et d'ailleurs (De séance)
8. Un mariage et un enterrement (Het ongeluk)
9. Viendra viendra pas (Het huwelijk)

### Quatrième saison (2008)
1. La Nouvelle (De Begrafenis)
2. Qui croire ? (De Au-pair)
3. Ne jamais rien refuser (Oude liefde roest niet)
4. Détournement (Triviant)
5. La fuite (Tippi's boek)
6. De nouvelles quêtes (Nieuwe buren)
7. Gourmandises et châtiments (Kinderwens)
8. Sans repère (Emigreren)
9. Cette fois-ci, c'est la bonne (Eind goed, al goed)

### Cinquième saison (2009)
1. Titre français inconnu (Kredietcrisis)
2. Titre français inconnu (Kleine kinderen worden groot)
3. Titre français inconnu (Vrouwen en wijn)
4. Titre français inconnu (De bedreiging)
5. Titre français inconnu (Verleiding)
6. Titre français inconnu (Ooit komt het goed)
7. Titre français inconnu (Tippi's wraak)
8. Titre français inconnu (Het einde)

### Sixième saison (2024)
1. Retour au Début (Terug naar Start)
2. Fissures et Fissures (Scheuren En Barsten)

## Commentaires
- Ce feuilleton, qui fait étrangement penser à Desperate Housewives, a connu un grand succès aux Pays-Bas.
- Annet Malherbe qui joue le rôle de Willemijn Lodeweijkx quitte la série à l'épisode 3.09 et ne revient donc pas dans la quatrième saison. Elle est alors remplacée par Lies Visschedijk mais dans un autre rôle, celui de Rolien Groothezen.
- Après la diffusion des deux premières saisons sur Talpa, la série a été diffusée sur RTL4.
- À la fin des cinq saisons, un film est sorti dans les cinémas néerlandais le 10 mars 2011. Une suite, est sortie en 2014.
- Un spin-off intitulé Villa Morero de huit épisodes, a été diffusé du 27 août au 15 octobre 2012 sur SBS 6, sous la forme d'un talk-show animé par Martin Moreno recevant plusieurs invités.

### Diffusion française
La série a été diffusée sur TF1. Après avoir diffusé l'intégrale de la première saison, TF1 a arrêté sa diffusion au septième épisode de la seconde saison, soit à un épisode du final au profit de la rediffusion de Grey's Anatomy. TF1 diffuse la troisième saison à partir du 7 avril 2013, sans avoir diffusée le dernier épisode de la seconde saison.

## Produits dérivés

### DVD
- Jardins secrets - Saison 1 (26 novembre 2008) (ASIN B00117DM5Q)
- Jardins secrets - Saison 2 (26 novembre 2008) (ASIN B001HOA4CW)